# Косей Тані
Косей Тані (яп. 谷晃生; нар. 22 листопада 2000, Осака, Японія) — японський футболіст, воротар клубу «Ґамба Осаки», який виступає в оренді в «Сьонан Бельмаре».

## Клубна кар'єра
Народившись і виріс в Осаці. Вихованець молодіжної академії «Ґамба Осака». 12 березня 2017 року дебютував за «Ґамба Осаку U-23» в поєдинку Джей-ліги 3 проти «Гайнаре Тотторі». Косей вийшов на футбольне поле у віці 16 років 3 місяців та 18 днів, ставши другим наймолодшим футболістом Джей-ліги 3 (після Кубо Такефуси) иа 5-им наймолодшим футболістом Джей-ліги загалом. Загалом у 2017 році провів 4 поєдинки за «Ґамба Осака U-23» у Джей-лізі 3. До першої команди переведений напередодні старту сезону 2018 року. Дебютував за головну команду клубу 9 травня 2018 року в виїзному поєдинку кубку Джей-ліги проти «Санфречче Хіросіма». «Гамба» програвала по ходу першого тайму з рахунком 0:2, але в підсумку здобули перемогу з рахунком 3:2. Проте продовжував й надалі виступати за команду U-23, у футболці якої провів 17 поєдинків, конкуруючи за місце в стартовому складі з Ріотою Судзукі.
29 грудня 2019 року відправився в 1-річну оренду до «Сьонан Бельмаре» (з 1 лютого 2020 року по 31 січня 2021 року). У Джей-лізі 1 дебютував 22 липня 2020 року в переможному поєдинку 6-го туру проти «Касіми Антлерс». Після цього зіграв ще 25 матчів у стартовому складі «Сьонан». Згодом оренду продовжили на сезон 2021 року, а гравець отримав футболку з 1-им ігровим номером.

## Кар'єра в збірній
Вперше потрапив до збірної Японії разом з гравцями 2000 року народження для участі на юнацькому чемпіонаті Азії (U-16) 2016 року. Представляв Японію на юнацькому чемпіонаті світу (U-17) 2017 року, де провів 7 поєдинків.
22 червня 2021 року отримав до збірної Японії для участі в Олімпійських іграх у Токіо.

## Статистика виступів

### Клубна
за першу команду
| Клубні виступи     | Клубні виступи     | Клубні виступи     | Ліга  | Ліга | Кубок            | Кубок            | Кубок ліги      | Кубок ліги      | Континентальні | Континентальні | Інші  | Інші | Загалом | Загалом |
| Сезон              | Клуб               | Ліга               | Матчі | Голи | Матчі            | Голи             | Матчі           | Голи            | Матчі          | Голи           | Матчі | Голи | Матчі   | Голи    |
| Японія             | Японія             | Японія             | Ліга  | Ліга | Кубок Імператора | Кубок Імператора | Кубок Джей-ліги | Кубок Джей-ліги | Азії           | Азії           |       |      | Загалом | Загалом |
| ------------------ | ------------------ | ------------------ | ----- | ---- | ---------------- | ---------------- | --------------- | --------------- | -------------- | -------------- | ----- | ---- | ------- | ------- |
| 2018               | Ґамба Осака        | Дж 1               | 0     | 0    | 0                | 0                | 1               | 0               | -              | -              | -     | -    | 1       | 0       |
| 2019               | Ґамба Осака        | Дж 1               | 0     | 0    | 0                | 0                | 0               | 0               | -              | -              | -     | -    | 0       | 0       |
| Загалом за кар'єру | Загалом за кар'єру | Загалом за кар'єру | 0     | 0    | 0                | 0                | 1               | 0               | 0              | 0              | -     | -    | 1       | 0       |

за резервну команду
| Клубні виступи     | Клубні виступи     | Клубні виступи     | Ліга  | Ліга | Загалом | Загалом |
| Сезон              | Клуб               | Ліга               | Матчі | Голи | Матчі   | Голи    |
| Японія             | Японія             | Японія             | Ліга  | Ліга | Загалом | Загалом |
| ------------------ | ------------------ | ------------------ | ----- | ---- | ------- | ------- |
| 2017               | «Ґамба Осака U-23» | Дж 3               | 4     | 0    | 4       | 0       |
| 2018               | «Ґамба Осака U-23» | Дж 3               | 17    | 0    | 17      | 0       |
| Загалом за кар'єру | Загалом за кар'єру | Загалом за кар'єру | 21    | 0    | 21      | 0       |

## Титули і досягнення
- Переможець Чемпіонату Східної Азії: 2022